# Liste der Kulturdenkmäler in Glauburg
Die folgende Liste enthält die in der Denkmaltopographie ausgewiesenen Kulturdenkmäler auf dem Gebiet  der Gemeinde Glauburg, Wetteraukreis, Hessen.
Hinweis: Die Reihenfolge der Denkmäler in dieser Liste orientiert sich zunächst an Ortsteilen und anschließend der Anschrift, alternativ ist sie auch nach der Bezeichnung, der vom Landesamt für Denkmalpflege vergebenen Nummer oder der Bauzeit sortierbar.
Kulturdenkmäler werden fortlaufend im Denkmalverzeichnis des Landes Hessen durch das Landesamt für Denkmalpflege Hessen auf Basis des Hessischen Denkmalschutzgesetzes (HDSchG) geführt. Die Schutzwürdigkeit eines Kulturdenkmals hängt nicht von der Eintragung in das Denkmalverzeichnis des Landes Hessen oder der Veröffentlichung in der Denkmaltopographie ab.

## Glauberg
| Bild            | Bezeichnung                                 | Lage | Beschreibung                                                                           | Bauzeit                         | Objekt-Nr. |
| --------------- | ------------------------------------------- | --- | -------------------------------------------------------------------------------------- | ------------------------------- | ---------- |
| Bild gesucht BW | Gesamtanlage                                | Gesamtanlage Ortskern Glauberg Lage | Hakenhofreiten, Fachwerk freiligend und verschindelt                                   | 18. Jahrhundert                 | 2694 DDB   |
| Bild gesucht BW | Niddertalbahn (I), „Stockenheimer Lieschen“ | Eisenbahn, Wälschgraben, Sandlachengraben, Nidder (n.fl.Gew.II), Im kleinen Brühl, Heegheimer Straße 14, Die Langwiesen, Borchelt LageFlur: 2, 8, 12, Flurstück: 112, 122, 123, 135, 136/1, 88/2, 25, 37, 38, 50, 97, 104/4, 165, 172, 250, 262 |                                                                                        |                                 | 954988 DDB |
| weitere Bilder  | Befestigungsanlage Glauberg                 | Glauberg, Am Pfaffen Georgen Wingerten LageFlur: 5, 7, Flurstück: 53/2, 1 | Festungsanlage mit Ringwällen                                                          | Neolithikum bis Hochmittelalter | 2693 DDB   |
| Bild gesucht BW |                                             | Hauptstraße 16 LageFlur: 1, Flurstück: 208/2 | Hakenhofreite, spätbarocke Sandsteinpfosten                                            | 18. Jahrhundert                 | 2696 DDB   |
| Bild gesucht BW | Evangelische Kirche                         | Hauptstraße 27, Friedhofsgasse 2, Hauptstraße LageFlur: 1, Flurstück: 346/3, 348/2, 348/4 | Saalbau, 3-seitiger Chorschluss, Haubendachreiter, Ausstattung barock. 2015 renoviert. | 1180 (Westportal), 1732–33      | 2697 DDB   |
| Bild gesucht BW |                                             | Hauptstraße 40 LageFlur: 1, Flurstück: 18/2 | Kleines Fachwerkhaus, exponiert im Straßenbild                                         | Anfang 18. Jahrhundert          | 2698 DDB   |
| Bild gesucht BW |                                             | Hauptstraße 42 LageFlur: 1, Flurstück: 14 | Fachwerkhaus, Mannfiguren                                                              | um 1700                         | 2699 DDB   |
| Bahnhof         | Bahnhof                                     | Heegheimer Straße 14 LageFlur: 2, Flurstück: 135 | Landbahnhof in Sandsteinbosenmauerwerk, Fachwerkgiebel                                 | um 1900                         | 2700 DDB   |
| Bild gesucht BW | Glauberger Mühle                            | Heegheimer Straße 17, Mühlbach LageFlur: 2, 12, Flurstück: 4/1, 4/2, 5, 226 | Mühlenhof an der Nidder                                                                | 19. Jahrhundert                 | 2695 DDB   |
| Bild gesucht BW | Jüdischer Friedhof                          | Schulstraße (bei Nr. 34) LageFlur: 7, Flurstück: 318 |                                                                                        | um 1900                         | 195987 DDB |
| Bild gesucht BW |                                             | Wallgasse 3/5/7 LageFlur: 1, Flurstück: 247, 248, 249/1 | Fachwerkbauernhaus in der Flucht der Braugasse, geschnitzte Eckpfosten                 | um 1700                         | 2701 DDB   |

## Stockheim
| Bild            | Bezeichnung                                 | Lage | Beschreibung | Bauzeit              | Objekt-Nr. |
| --------------- | ------------------------------------------- | --- | --- | -------------------- | ---------- |
| Bild gesucht BW | Gesamtanlage                                | Gesamtanlage Stockheim Lage | Hakenhöfe um die Kirche | 18., 19. Jahrhundert | 602702 DDB |
| Bild gesucht BW | Jüdischer Friedhof                          | An der Vordergasse LageFlur: 1, Flurstück: 75 | | um 1900              | 195986 DDB |
| Bild gesucht BW |                                             | Auf dem Berg 10 LageFlur: 1, Flurstück: 113 | Freistehendes holzverschindeltes Fachwerkwohnhaus exponiert an einer Böschung                                                                    |                      | 2703 DDB   |
| Bild gesucht BW | Stellwerk                                   | Bahnhofstraße LageFlur: 5, Flurstück: 161/26 | | 1888                 | 184863 DDB |
| Bild gesucht BW | Bahnhof und Güterschuppen                   | Bahnhofstraße 51, Bahnhofstraße LageFlur: 5, Flurstück: 161/22, 161/28 | |                      | 184862 DDB |
| Bild gesucht BW | Niddertalbahn (I), „Stockenheimer Lieschen“ | Eisenbahn, Unter dem Kreuzsteg, Bleichenbach, Bahnhofstraße 51, Bahnhofstraße LageFlur: 5, 6, Flurstück: 161/22, 161/25–28, 127/3, 247/1, 247/4, 278/1, 45                               | |                      | 954989 DDB |
| Bild gesucht BW | Streckenwärterhaus                          | Glauberger Straße 13 LageFlur: 8, Flurstück: 20/1 | | um 1890              | 184864 DDB |
| Hofgut          | Hofgut                                      | Hof Leustadt 1, Von Ober-Mockstadt nach Leustadt, Hof Leustadt, Das Schlagfeld LageFlur: 11, 15, Flurstück: 1/1, 1/2, 1/3, 16/3, 2, 20, 21/1, 21/2, 24, 3, 4/1, 4/2, 4/3, 5, 6/1, 7/1, 1 | Hakenförmiges Schloss, runder Treppenturm an langem Flügel, Fachwerkobergeschoss an kurzem Flügel, Herrensaal, ehem. Kapelle, Wirtschaftsgebäude | 1537                 | 2711 DDB   |
| weitere Bilder  | Katholische Kirche St. Judas Thaddäus       | Sudetenstraße 1 LageFlur: 5, Flurstück: 221 | |                      | 195988 DDB |
| Bild gesucht BW | Evangelische Kirche                         | Vogelsbergstraße 9, Vogelsbergstraße LageFlur: 1, Flurstück: 11, 9/1 | Barocker Saalbau mit Dachreiter | 1724                 | 2705 DDB   |
| Bild gesucht BW |                                             | Vordergasse 6 LageFlur: 1, Flurstück: 39 | Hakenhofreite, Wilder Mann, beim Kirchhofeingang                                                                                                 | 1750 (Wohnhaus)      | 2704 DDB   |
| Bild gesucht BW |                                             | Vordergasse 11 LageFlur: 1, Flurstück: 48 | Unregelmäßiger Hof mit großvolumigem Fachwerkwohnhaus am Knick der Vordergasse                                                                   | um 1800              | 2706 DDB   |
| Bild gesucht BW |                                             | Vordergasse 13 LageFlur: 1, Flurstück: 46/1 | Verschindeltes Fachwerkwohnhaus | 1. Hälfte 18. Jhd.   | 2707 DDB   |
| Bild gesucht BW |                                             | Vordergasse 17 LageFlur: 1, Flurstück: 42 | Hakenhofreite, giebelseitig verschindeltes Fachwerkwohnhaus                                                                                      | Ende 18. Jahrhundert | 2708 DDB   |
| Bild gesucht BW |                                             | Vordergasse 19 LageFlur: 1, Flurstück: 33/1 | Fachwerkwohnhaus, profilierte Füllhölzer, Wilder Mann                                                                                            | 1707 erweitert       | 2709 DDB   |
| Bild gesucht BW |                                             | Vordergasse 21 LageFlur: 1, Flurstück: 35 | Hofreite, verschindeltes Fachwerkwohnhaus. Traufständig eingeschossiges Nebengebäude                                                             | Um 1750              | 2710 DDB   |